# 于塞勒 (康塔尔省)
于塞勒（法語：Ussel，法語發音：[ysɛl] ⓘ）是法国康塔尔省的一个市镇，位于该省中东部，属于圣弗卢尔区。

## 地理
于塞勒（45°4'52"N, 2°56'8"E）面积10.34 平方千米，位于法国奥弗涅-罗讷-阿尔卑斯大区康塔爾省，该省份为法国中南部省份，位于法國中央高原中心，北起科雷兹省、上盧瓦爾省和多姆山省，西接洛特省和科雷兹省，南至阿韦龙省和洛特省，东临上盧瓦爾省和洛泽尔省。
与于塞勒接壤的市镇（或旧市镇、城区）包括：拉沙佩勒达拉尼翁、科尔蒂讷、拉韦斯内、罗菲亚克、瓦吕埃若勒、塞勒。

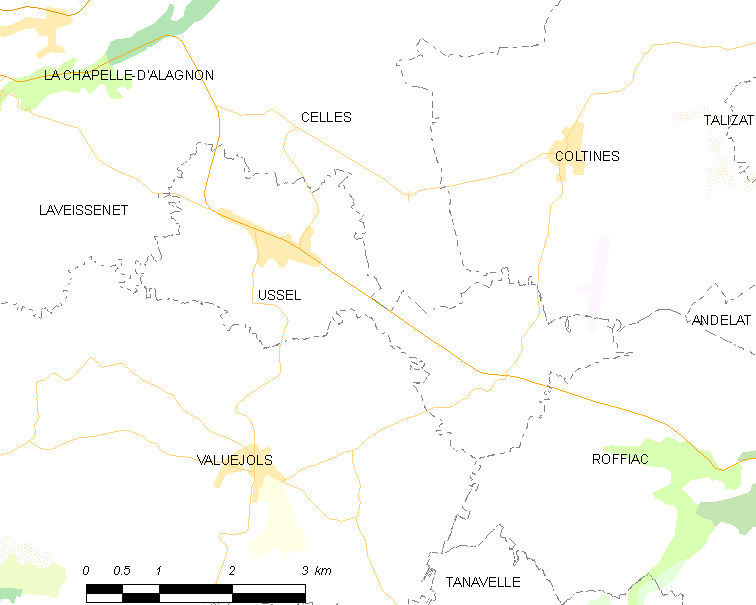
的OSM定位图

于塞勒的时区为UTC+01:00、UTC+02:00（夏令时）。

## 行政
于塞勒的邮政编码为15300，INSEE市镇编码为15244。

## 政治
于塞勒所属的省级选区为米拉县 (法国)。

## 人口

1962-2008年间人口变化图示

于塞勒于2022年1月1日时的人口数量为458人。